# Велетенська амбістома
Велетенська амбістома (Dicamptodon) — рід земноводних родини Амбістомові ряду Хвостаті. Має 4 види.

## Опис
Загальна довжина представників цього роду сягає 30—35 см. Голова широка, товста. Тулуб масивний. Хвіст середнього розміру. Кінцівки кремезні. Забарвлення переважно коричневого, оливкового, чорного кольору із світлими плямами.

## Спосіб життя
Полюбляють лісисту місцину, уздовж водойм. Здатні лазити по деревам. Ведуть напівводний спосіб життя. Вдень ховаються у хованках. Вночі полює на гризунів, жаб, дрібних змій. При небезпеці здатні видавати гучні звуки.
Це яйцекладні земноводні. Самиці відкладають до 100 яєць.

## Розповсюдження
Мешкає від Британської Колумбії (Канада) до Каліфорнії й Айдахо (США).

## Види
- Dicamptodon aterrimus
- Dicamptodon copei
- Dicamptodon ensatus
- Dicamptodon tenebrosus